# Al-Kur
Al-Kur (arab. القور; fr. El Gor)  – jedna z 53 gmin w prowincji Tilimsan, w Algierii, znajdująca się w północno-zachodniej części prowincji, około 32 km na południowy wschód od Tilimsan. W 2008 roku gminę zamieszkiwało 8539 osób. Numer statystyczny gminy w Office National des Statistiques d'Algérie to 1310.